# 海苔
| 項目           | 分量   |
| -------------- | ------ |
| 食物繊維総量   | 26.4 g |
| 水溶性食物繊維 | 10.8 g |
| 不溶性食物繊維 | 15.6 g |

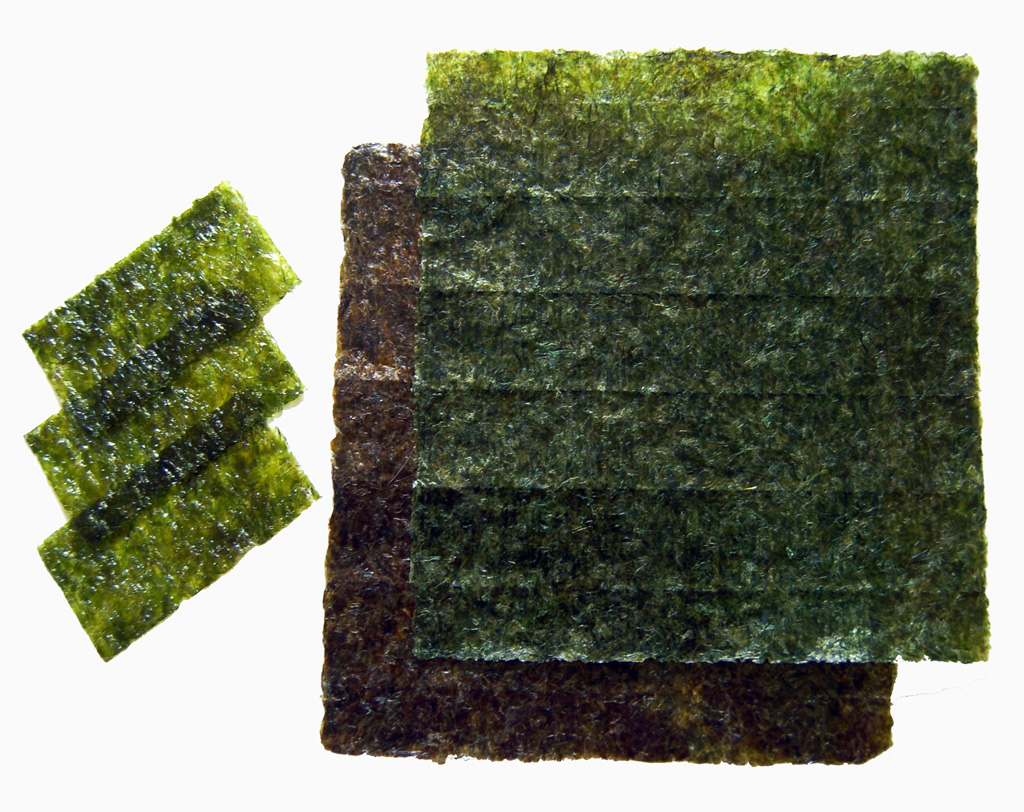
板海苔

海苔（のり）は、紅藻・緑藻・シアノバクテリア（藍藻）などを含む食用とする藻類の総称。日本では古くは「紫菜」「神仙菜」と呼ばれた。食品として、それら藻類を加工した「生海苔」や「板海苔」などが食されており、米飯のおかず、おにぎりや海苔巻き（巻き寿司・軍艦巻）の巻き用、麺類の具（ざる蕎麦やラーメン等）などの日本料理に使われる食材となっている。
日本語の「ノリ」はヌラ（ぬるぬるするの意）を語源とする。平安時代末期は「甘海苔」といい、アマノリの一種であるアサクサノリを板海苔に成形した「浅草海苔」が江戸時代以降に広まった。
海苔はタンパク質、食物繊維、ビタミン、カルシウム、EPA、タウリン、ベーターカロテン、アミノ酸などが豊富に含まれており、栄養に富んでいる。日本のほか、中国、韓国、イギリス、ニュージーランドで養殖もされている。1980年代にアメリカ合衆国でも養殖が試されたが、失敗に終わっている。

## 海苔（食用）の分類
食用の海苔は、分類学的には以下のような互いに疎遠なグループに分けられる。
1. 海藻。真核生物ドメイン・植物界・紅色植物門・紅藻亜門・ウシケノリ綱・ウシケノリ目・ウシケノリ科に属するアマノリ類。岩海苔（いわのり）とも呼ばれ、板海苔に加工されるアサクサノリ、スサビノリ (P. yezoensis)、ウップルイノリ (P. pseudolinearis) など。韓国海苔もこの属から作られる。イギリス南ウェールズで食べられるPorphyra umbilicalis（英語版）（LaverまたはSloakとも呼ばれる）は近縁属である。
2. 海藻。真核生物ドメイン・植物界・緑色植物門・緑藻亜門・アオサ藻綱・アオサ目・アオサ科に属する、アオサやアオノリ。
3. 川産。真核生物ドメイン・植物界・緑色植物門・緑藻亜門・トレボウクシア藻綱・カワノリ目に属し、静岡県、高知県、埼玉県などの山間の清流に産するカワノリ。
4. 川産。細菌ドメイン・藍色細菌門・ネンジュモ綱・クロオコックス目・クロオコッカス科・スイゼンジノリ属に属するスイゼンジノリ。

分類学的にはそれぞれ大きく離れているが、2と3は同じ緑藻に属し、いくらか近縁である。4は大きくかけ離れており、通常言う植物には含まれない。
分類群が異なるため、生活環はそれぞれ異なる。いずれも解明されており、1と2は、解明された知見を利用して人為的にライフサイクルを制御し、大量に種苗を作ることで、商業規模での養殖が可能となっている。

## 日本における海苔

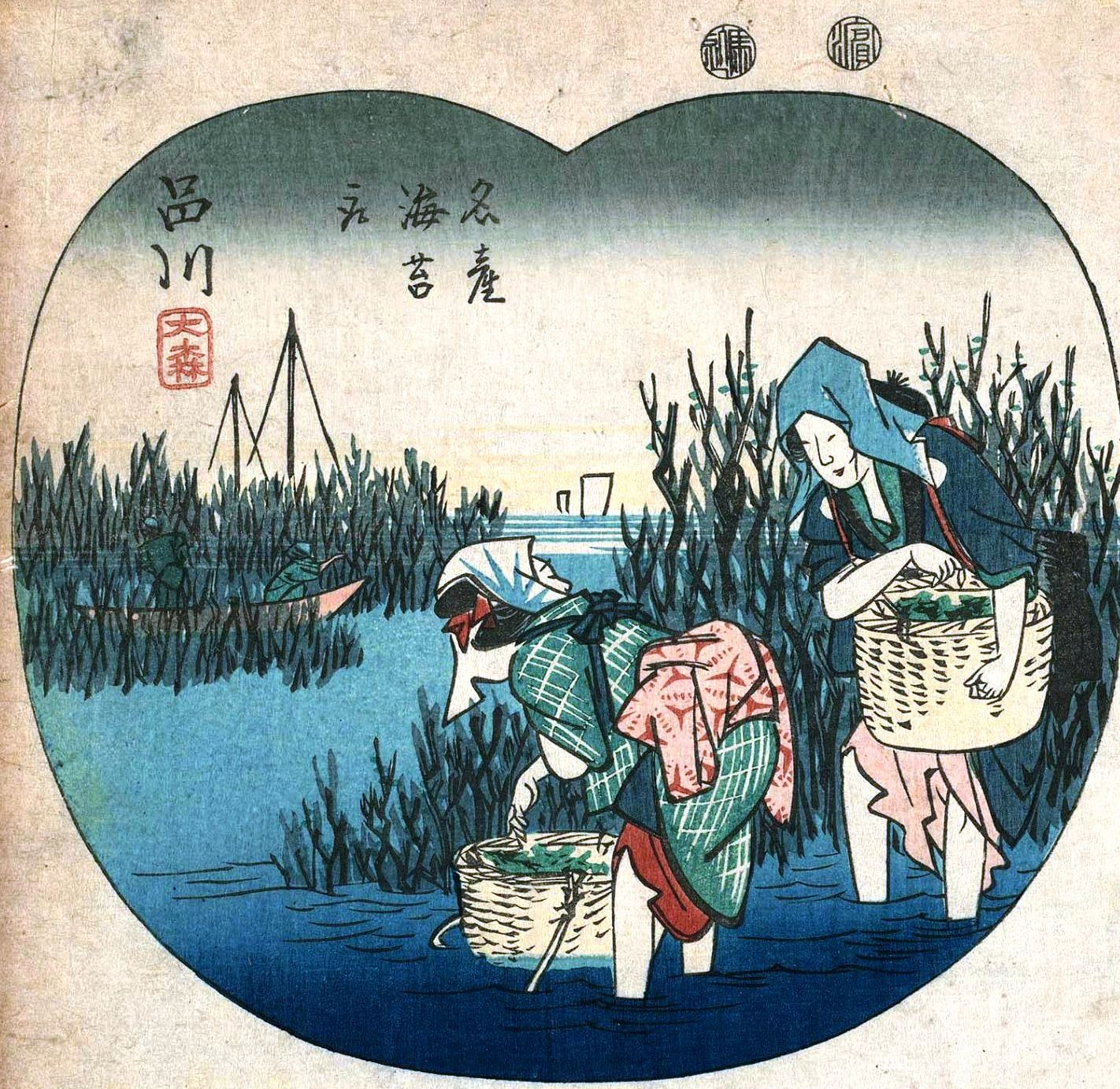
品川大森での海苔取り（歌川広重画、江戸時代）

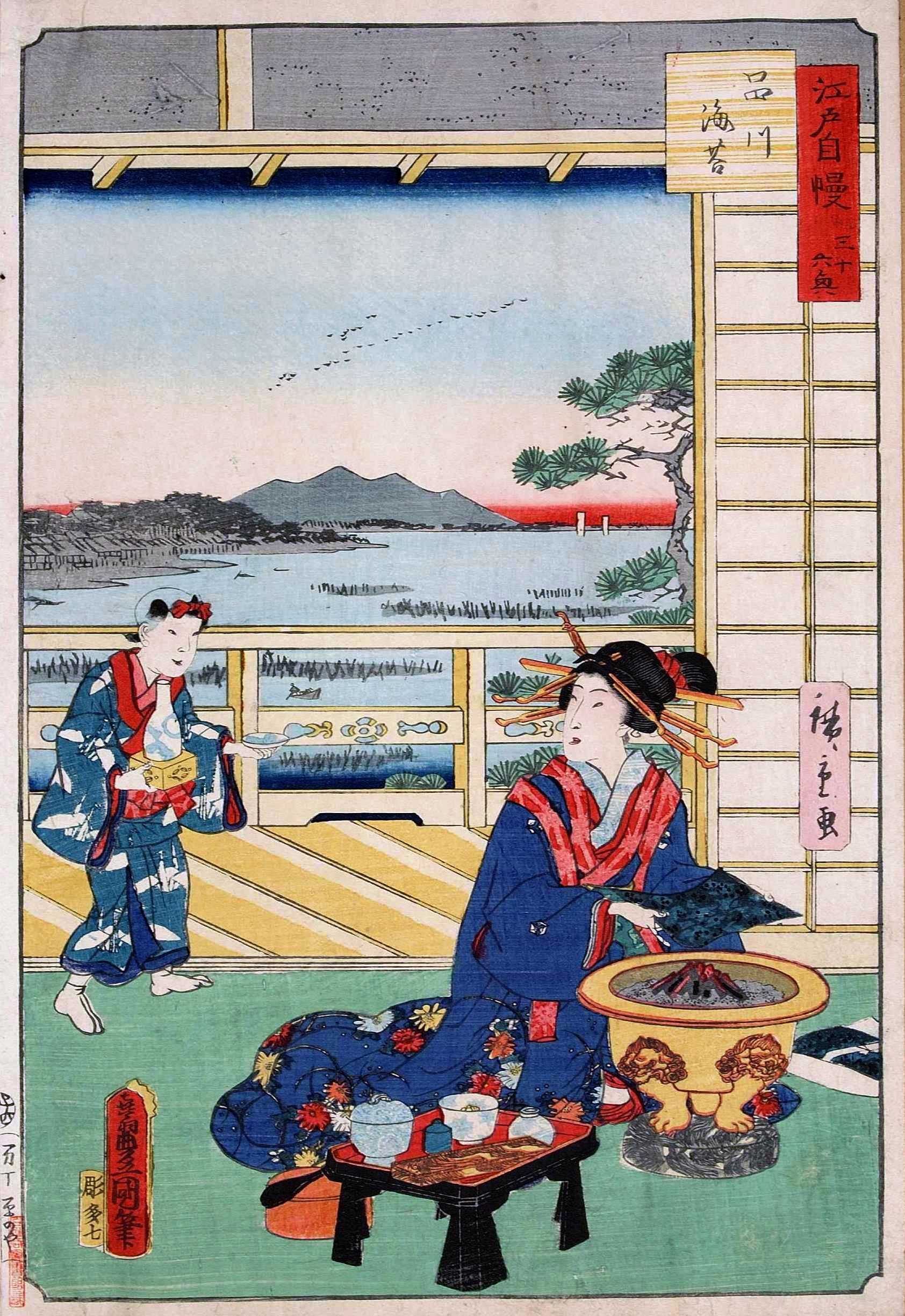
海苔を焼く女（歌川国貞画、江戸時代）

海苔の形態としては、生海苔の他、板海苔、切海苔、刻海苔、味付け海苔などがある。
海苔は日本人にとって身近な海産物の一つである。日本人は海苔をご飯などに巻いておにぎりにして食べたり、蕎麦にかけたりして食べる。食品としての「海苔」は漉（す）いて紙状に乾燥させた板海苔を利用する事が多い。乾燥させない海苔は生海苔とも呼ばれる。
海苔は、俳句文化において初春の季語である。2月6日である海苔の日も初春にあたる。
板海苔
山本山によると、江戸時代中期は海苔をそのまま広げて乾かした「展延法（てんえんほう）」と呼ぶ方法で作られたものが食べられていたとされる。
江戸時代の品川沖は江戸前海苔（品川海苔）の産地であった。江戸前寿司に利用されたかは定かではないが、煎餅に海苔を巻いた海苔巻き煎餅は「品川巻」と呼ばれ古くから名物となっている。
ウップルイノリとスサビノリは板海苔として、寿司（海苔巻き、軍艦巻）、おにぎり、磯辺餅、ふりかけ、ラーメンの具などに使われる。一方でフノリ（布海苔）やアオノリ（青海苔）は前者同様、おにぎり、ふりかけといった米飯向け他に、お好み焼きのふりかけ、お吸い物などに使われる。日本では極めてよく利用される食材である。ただし乾燥させた板海苔は湿気に弱いので、乾燥剤とともに密封容器に入れて保存する必要がある。
板海苔は縦21センチメートル、横19センチメートルを基本形とする。これを全型と呼ぶ。全型の板海苔10枚で「1帖（じょう）」という流通単位となる。全型を8つ切りにしたサイズは「おかずのり」として販売されている。
板海苔（乾燥海苔、乾海苔）を火であぶったものを一般的には「焼き海苔」という。板海苔に味を付けているものを「味付け海苔」と言う。これは老舗の山本海苔店が開発した。
板海苔を干す際に簀（簀垂れ＝すだれ）側になる面はやや凹凸になり、もう一方の面はツルツルと滑らかにできあがる。どちらを表というかについては定説がない。のり巻きやおにぎりを巻く場合は、見栄えや飯との密着を考えて表裏を気にする場合がある。また、でこぼこの面から火であぶると焦げやすいので、ツルツルの面からあぶるとその焦げを防ぐ事が可能である。
その他
海苔を細かく刻んだきざみ海苔や、桃屋の「江戸むらさき ごはんですよ!」、磯じまんの「磯じまん」、ブンセンの「アラ!」といった佃煮などがある。

### 歴史
海苔については、古くは奈良時代初期に編纂された『常陸国風土記』に登場しており、ヤマトタケルに関して次のような記述が見られる。
「古老の曰（い）へらく、倭武の天皇 海辺に巡り幸（いでま）して 乗浜（のりのはま）に行き至りましき。時に浜浦（はま）の上に多（さは）に海苔〔俗（くにひと）、乃理（のり）と云ふ〕を乾せりき。」
同じく『出雲国風土記』においても、「紫菜（むらさきのり）は、楯縫（たてぬひ）の郡（こほり）、尤（もと）も優（まさ）れり」という記述がある。楯縫郡は現在の島根県出雲市の内で、平成17年（2005年）合併前の平田市にほぼ相当し、そこには海苔を特産品とする十六島海岸がある。『大宝令』でも貢納に使う海藻の一つに挙げられており、この故事から全国海苔貝類漁業協同組合連合会は『大宝令』施行日（大宝2年1月1日）が西暦に換算すると702年2月6日に当たることから、2月6日を、1966年から「海苔の日」として記念行事を開催している。和銅3年（710年）に遷都した平城京には、海草類を売る「にぎめだな」（和布店）、海苔や昆布を佃煮のように加工したものを売る「もはだな」（藻葉店）という市場も存在した。
このように海苔は日本の食文化に定着していた。平安時代に源順の撰した『和名類聚抄』や『うつほ物語』には、甘海苔や紫海苔といった具体的な名称で海苔が登場している。
海苔は古くは天然のものを採るだけだったが、江戸時代になると養殖技術が確立し、江戸湾（東京湾）で採れた海苔（紫菜）を和紙の製紙技術を用いて紙状に加工するようになった。これが「浅草海苔」で、現在市販されている板海苔が完成する。なお江戸の海苔の代表とされる浅草海苔の始まりに関しては諸説ある。岡村金太郎著『浅草海苔』（1909年、博文館）においては、遅くとも長禄年間（1457～1459年）頃まで遡るとしている。『武江年表』には貞享の頃に大森（後の東京都大田区大森）において海苔を作り始めたという記述があり、江戸時代後期には大森の海苔養殖技術が信濃諏訪の海苔商人の行商を介して日本全国に伝わった。江戸海苔の生態がわからなかったため経験則を頼りとしており、その不安定な生産高から「運草」とも呼ばれていた。
1938年（昭和13年）、深川区沖合のノリひびが全滅、東京市の海苔試験場の生産品も用をなさない状態となった。1帖の価格が20銭から30銭という相場の板海苔は1銭から1銭5厘まで下落した。原因は工場地帯から排出される汚水と見られたが、抜本的な解消法は見いだせず、埋め立てによる生産適地の消滅も相まって、東京湾奥における海苔の生産は徐々に縮小していった。
しかし昭和24年（1949年）にイギリスのキャスリーン・メアリー・ドリュー＝ベーカー（Dr.Kathleen Mary Drew-Baker 1901年-1957年9月14日）が海苔の糸状体を発見、それまで不明だった海苔のライフサイクルが解明され、不確実な天然採苗に代わる人工採苗を実用化し、養殖が可能な地域の拡大にも繋がった。
山本山など茶葉販売や製茶を手掛ける企業が海苔も扱うことが多い。これは、いずれも湿気に弱い製品であることから製品の湿度管理のノウハウを両者に応用できることに由来する。山本山はもともと茶葉を扱っていた企業で、太平洋戦争後に海苔の取り扱いを開始した。
全国漁連のり事業推進協議会によると、海苔の生産枚数は上記の基本形で2001年度に約106億8000万枚から減少傾向が続き、2018年度は約40年ぶりに70億枚を下回った。海水中の窒素・リン等が減る貧栄養化、海水温上昇とそれに伴うクロダイによる養殖海苔の食害（東京湾の千葉県側）が打撃になっている。消費量も海苔の年度（11月～翌年10月）で19年度は82億枚だったのが、新型コロナウイルス禍による外食業界の不振などから2020年度は76億枚に減り、同年度の平均価格は1枚10.48円と6年ぶりの安値圏だった。

### 産地

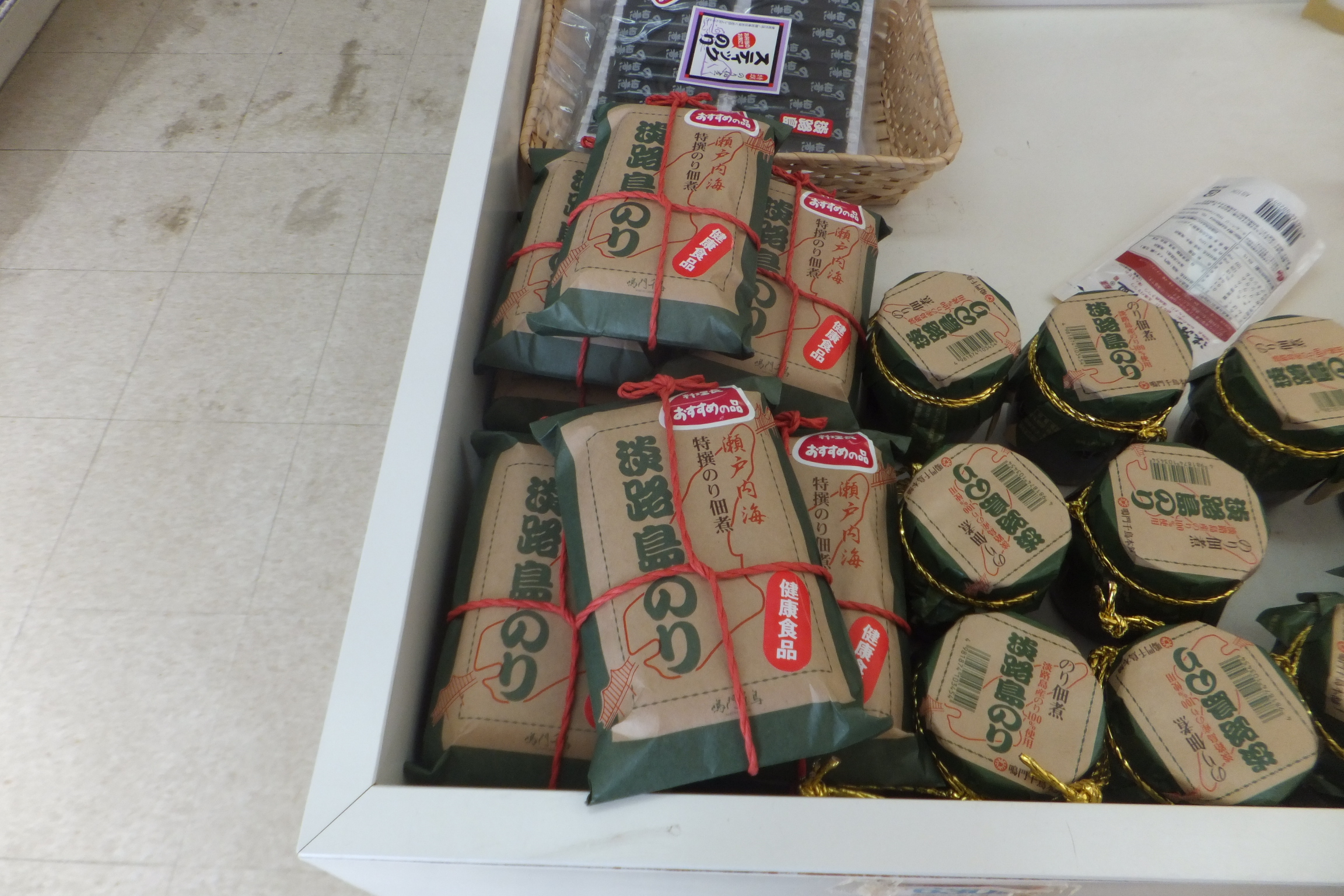
淡路島で栽培され、それを加工した海苔。

海苔が使われている食品に「磯辺餅」があるが、海苔の産地にも「磯辺」「石部」「磯部」「石辺」（いずれも「いそべ」と読む）などの地名を見ることが出来る。海苔の主な産地は宮城県、千葉県、伊勢湾や瀬戸内海の沿岸、九州等などである。
佐賀県は都道府県別生産量が平成24年（2012年）では1位となっており、これは9年連続である。生産量は年間7万トンと、2位以下を大きく引き離している。一方で、有明海沿岸は諫早湾干拓問題で大きく揺れた地域であり、干拓事業開始直後は水質の汚濁などによって海苔の生産量や品質に大きく影響を与え、とりわけ長崎県の産地は壊滅的打撃を受けた。それに加えて鴨によって種ごと海苔を食べられてしまう食害が急増し、鷹匠に依頼し害鳥を追い払っているが効果はあまり無いと言う。とはいえ、贈答品の多くは有明産海苔が選択されるなど、ブランドに揺るぎはない。
生産量2位の兵庫県は瀬戸内海の一部である播磨灘が主産地となっている。コンビニおにぎり等の用途によく使われているが、播磨五川、特にそのうち流域面積が突出している加古川のもたらす栄養塩が生育を左右している。加古川下流域に加古川大堰が完成した後は、海苔の白化、生育不良などの問題が起こっている。瀬戸内海では水質浄化を進めた結果、海水中の栄養分が乏しくなり色落ちなどの被害が出ている。
兵庫県、福岡県は佐賀県に次いで生産量が高い県であり、以下は熊本県、香川県、愛知県、千葉県、三重県、岡山県、宮城県と続く。東京湾は太平洋戦争後、埋め立てが進み、和紙と同様の技法で有名であった江戸前海苔（浅草海苔）のシェアはほんの数％で生産量は非常に少ない。
岩場に自生している天然の海苔は岩海苔という。岩海苔は島根県など日本海側を中心に採取されている。

### 養殖

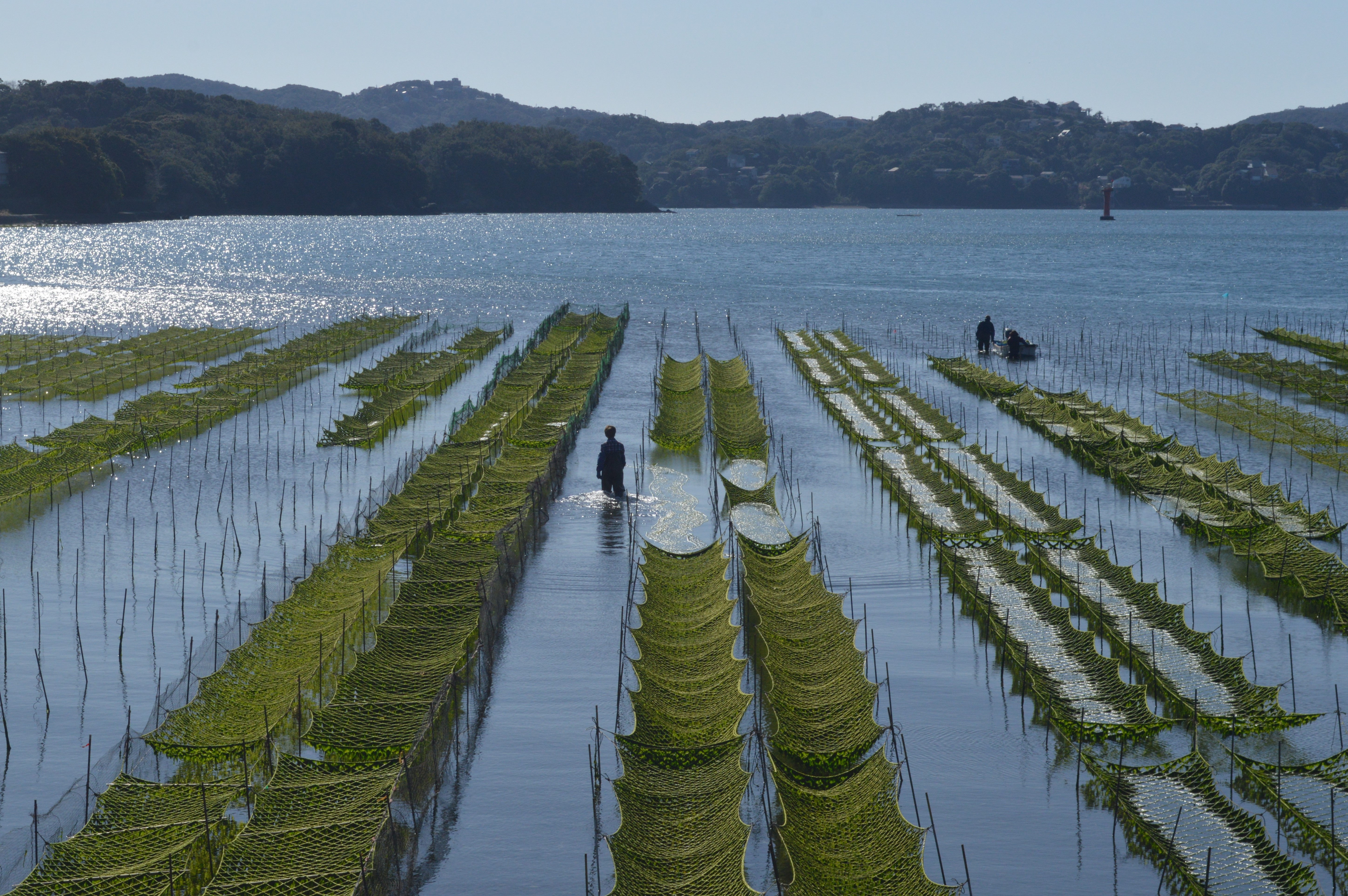
五ヶ所湾の支柱式海苔養殖場（三重県度会郡南伊勢町）

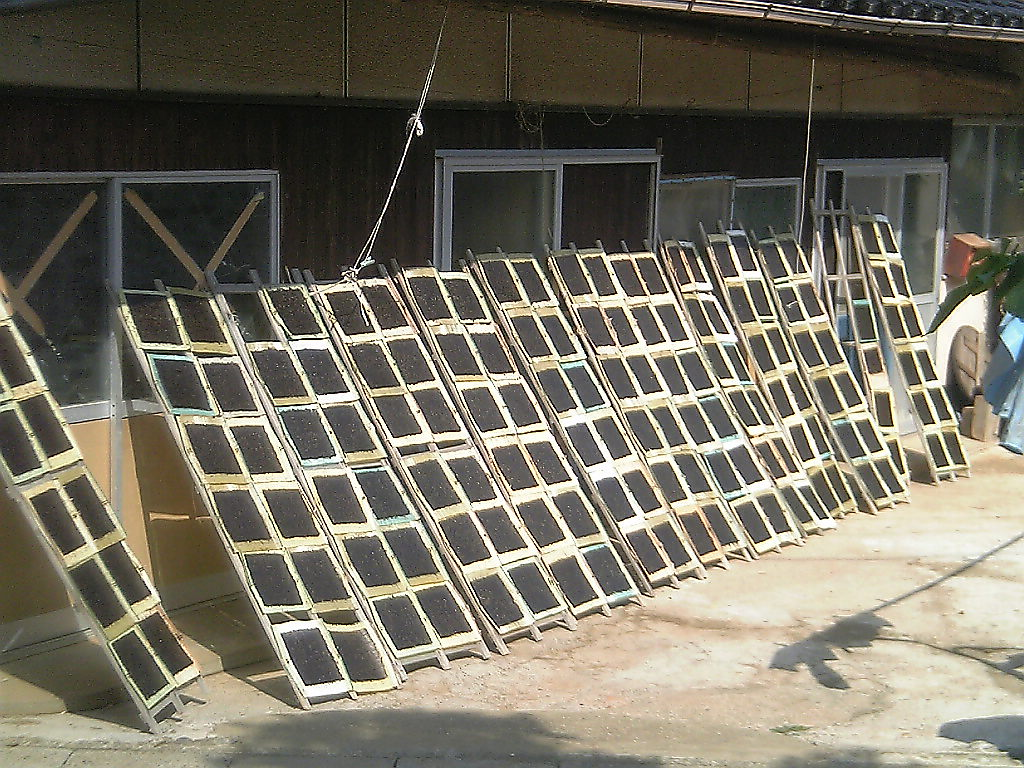
採取後の成形・乾燥作業（山口県見島）

貞享4年（1685年）、江戸幕府5代将軍の徳川綱吉は生類憐れみの令を発布した。それに関連して元禄5年（1692年）には浅草近辺十六丁四方の漁業が禁止された。
浅草の漁師達は収入の道を断たれる前に故郷を捨てて、船を係留できる川がある江戸の南、大森に移住した。大森では川に打った杭に多くの海苔が付く事に気が付いた野口六郎左衛門は、浅草の地場産業であった紙漉きの技術を試してみた。海苔を細かく刻みシート状に仕上げられた海苔はそれまでにない製品に仕上がった。これを浅草の商人に販売を依頼した事で「浅草海苔」の名前が付いた。彼らは菩提寺を大森にあった寺に移したものの、浅草神社の氏子ではあり続けたため、浅草神社にその記録が残されている。
『浅草海苔由来記』によれは、海中で海苔を生育させるための篊（ひび）の設置は、元禄・寛永（1688年－）の頃とされる。
医師でもあり本草学者の本間游清が、海苔は外海より流れ来たのではなく、数十日の間、海潮に浸した篊に生ずと『学鵜漫筆』に著していることから、江戸時代に詳細な生態が解明されていないが、海中に立てた篊から海苔が生育し、その海苔を採取することが行われていた。
設置されていた篊については、古川古松軒『四神地名録』に「品川にてはよし竹を立てて海苔生じ、大森にては青木を立てて海苔生ず」とあり、設置場所の海流や水深などの影響であろうか、品川と大森で素材は異なるが、篊として篠竹や雑木の枝が使用されていたようである。
明治時代には、改良を加えた猟具や養殖増産に関する研究調査が進み、19世紀末に海苔の発育実験等が日本各地の水産試験場で実施されたことから、太平洋に面した東京沿岸付近と内海とされる瀬戸内海沿岸の広島付近の養殖法に変化がみられた。20世紀初頭には、当時日本領であった台湾、朝鮮半島において、漁業振興と遭難者救護のための各漁業組合の設置とともに、本土の水産業者も移住し、東京沿岸付近で行われていたアサクサノリ（浅草海苔）の養殖並びに製造法を伝播した。
第二次世界大戦後、1949年にイギリスの藻類学者であるキャスリーン・メアリー・ドリュー＝ベーカーが海苔の糸状体を発見。それまで不明だった海苔のライフサイクルが解明され、養殖が広範囲に拡大した。1962年頃には愛媛県西條市玉津にて、アサクサノリの変種であるオオバアサクサノリ（Porphyra tenera var. tamatsuensis）が、1970年頃には千葉県君津郡袖ヶ浦町（現在の袖ケ浦市）奈良輪で、アサクサノリとは別種のスサビノリの一品種であるナラワスサビノリ（Pyropia yezoennsis form. narawaensis）がいずれも養殖漁業者の手で確立され、これらの病気に強く育てやすい養殖品種が普及することで、アサクサノリ野生種の養殖は廃れていった。
秋、海水温度が約20℃の時、河口近くの海にノリヒビを設置する。ノリヒビとは、養殖ノリを付着し、成長させる道具である。明治から昭和初期に木ヒビや竹ヒビが使われ、それ以降はシュロ縄を使用した網ヒビを使用する事が増えた。これは長さ40メートル、幅1.2メートルほどであり、その後は20メートル程の短くマニラ麻や化学繊維を使用したものも増えている。
ノリヒビに胞子が付着し、発芽・成長してノリになる。そして、葉状に成長したノリを冬に収穫する。
ノリの養殖方法により、杭で固定する支柱式と昭和30年代に宮城県の漁業協同組合が開発したブイを浮かべる浮き流し式とでは、出来上がったノリの性質が異なる。支柱式では川から沿岸に流れ込む養分を摂り入れて養殖する形で、当然ノリヒビが固定されるため、潮の干満に依存して蓄えられる栄養分の過不足が生じる。一方、浮き流し式の場合は沖合で養殖されることから、川から流れ込む養分の代わりに海中の栄養分を摂取することになり、潮の干満に伴わずに常にノリは海中にあることになり、締ったノリができる。このように、養殖方法により、ノリの硬さや水気に接した際にほどけたり、べたつく傾向に差異が生じたりする。握り寿司や海苔巻きなどの場合、支柱式のノリは店のカウンターではパリッとした食感ですぐに食べてもらうように使い、出前やパック詰めの場合は支柱式を使うと時間が経つと指や器に海苔がくっつく恐れがあることから、ほどけにくい浮き流し式が使われることが多い。他にも支柱式のノリはおにぎりはノリと別々にしたり、蕎麦の花巻や焼海苔などに使われ、浮き流し式は直巻きのおにぎりや、蕎麦ではざるそばにかける刻みノリや卵とじなどの台、海苔弁当やラーメンの具などに使われる。
水産大学校や山口県水産研究センター内海研究部などにより山口県特産のカイガラアマノリ（赤のり）の陸上養殖の技術が開発され、2020年の時点で500Lの水槽で月に最大3kgを収穫できる能力を誇っている。また、九州大学のグループがアサクサノリの陸上養殖の実証実験を行っている。

### 色調
海藻にはクロロフィル、フィコビリン、カロテノイドなどの色素が含まれる。焼き海苔では熱に弱いフィコビリンが分解され、熱に強いクロロフィルが残ることで緑色が強くなる。また湿気を含むとクロロフィルが分解されるため紫色に変色する。紅藻類の海苔はこれら補色関係にある色素を含むため黒っぽく見える。
一般にスサビノリの乾海苔は黒色であるが、海水中の栄養塩が低下した状況で成長した海苔は色素不調により茶色あるいは黄土色の色味がかかり、色落ち海苔と呼ばれ、市場価格が低い。

### 輸入
戦後長らく海苔の大消費地である日本は海苔の輸入枠を割当制にしており、従来は韓国にのみに輸入枠が割り当てられていた（参照：韓国海苔#戦後）。しかし2003年に中国から輸入枠の割当申請があった。自国の輸入枠減少を恐れた韓国は日本の海苔市場の自由化を要求、2004年、最終的に世界貿易機関（WTO）へ協定違反として提訴している。日本における水産物輸入枠割当制度は他国にない制度であり、WTOの紛争処理小委員会（パネル）が「クロ」と裁定する可能性は高く、海苔で敗訴すれば他の水産物輸入枠割当制への影響は必至と見られたために、日本は韓国への海苔輸入枠割当を大幅に増やすことで妥協を図った。その結果、韓国は2006年1月に提訴を取り下げた。韓国からの海苔の輸入枠は2015年までに順次増えてゆき、最終的には2004年の5倍、市場占有率にして7倍までに拡大されることになった。しかし、世界的なすしブームや韓流ドラマからの韓国食ブーム、韓国国内需要の増勢の結果、2010年など対日輸出実績は割り当て枠を下回る状態となった。

### 海苔メーカー
海苔という生物の特徴もあって、産地の近くで創業した会社も少なくない。
関東系
大森海苔問屋街、山本海苔店、山本山、永谷園、白子（白子のり）、マルハニチロ、ナガイのり、山形屋海苔店
中部系
浜乙女、永井海苔、はごろもフーズ（マルアイ）
関西系
ニコニコのり、大森屋、加藤産業
瀬戸内系
丸徳海苔、やま磯、大野海苔、三國屋、山口県漁連販売
九州系
日本海水（浦島海苔）、サン海苔（佐賀県有明海漁業協同組合傘下）

### 海苔の消化と日本人
フランスのロスコフ生物学研究所の研究チームにより、海洋性バクテリアのZobellia galactanivorans及び腸内細菌のBacteroides plebeiusはアマノリ属の含有する多糖類を分解する酵素を持っていることが明らかになっている。研究では、B. plebeiusは日本人13人中5人の腸内から検出されたが、残りの日本人8人および米国人18人からは検出されなかった。

## 日本国外における海苔
Porphyra umbilicalisは英語でLaverと呼ばれ、イギリスのウェールズ南部地方、サマセットで古くから食用にされている。Laverを茹でてペースト状にしたものがLaverbreadと呼ばれる物で、そのままパンに塗ったり、油で揚げたりするなどして食べられている。Laverbreadは「珍味」の類であり、同じウェールズでも北部山岳地方ではその存在を知らない人も多く、現地でも決して一般的な食べ物ではない。なお「海苔」はラテン語圏でも「Nori」で通じる場合もある。ただし飽くまでも食品用語なので「Seaweed（海草）」が一般的解釈として用いられる。「Laver」は板海苔にはせず、また、イギリス以外では余り通用していない言葉である。アイルランドでもsleabhacと呼ばれ食用にされる。
アゾレス諸島やスペインのガリシア州でも食材として利用されている。
ニュージーランドではマオリ族が海苔を食用とする。
中国では1990年代頃から日本企業の支援で養殖が始まり、江蘇省や山東省が主な産地となっている。味付け海苔、スナック菓子、コンビニエンスストアのおにぎり等に利用されており、海苔の生産量、消費量ともに増加してきている。しかし輸入枠の割り当ては行われているものの、値段や品質などの問題もあり、日本へはほとんど輸出されていない。一方で、寿司などの日本食ブームの影響もあり、日本以外の世界各国へ輸出されている。このため2005年から始まった対日輸出は2010年頃まで実質的に停止状態にあったが、東日本大震災やリーマン・ショック後の不況が重なった2010年代前半以降増加した。
日本国外では板海苔を見てカーボン紙を連想する人も多く、また「歯の裏にくっつく」「紙を食べているよう」と嫌がることがある。この理由により、海外の巻き寿司はカリフォルニア巻き等のように、米が外側で海苔が内側にあることが多い（裏巻き）。また、「海藻は肥料や飼料」であるとする人もいる。反面、米国などでは栄養面から海苔食文化を見直す動きがある。

## 他の動物の影響
海苔はイヌやネコなどの愛玩動物（ペット）にはマグネシウムの過剰摂取となり尿路疾患をもたらすことがある。
海苔養殖においてクロダイによる食害が東京では2015年ほど前から確認され、海水温の上昇によって冬でも活動的になったことが影響しているとされる。
また、カモなどの鳥も食害を起こすことから、防鳥ネット、光、水中音響装置やドローン等によって対策が行われている。

## 海苔の病害
- バリカン症 ‐ 養殖ノリの芽に起きるバリカンで刈られたように短くなってしまう症状。原因は不明だが、塩分などではなく、鳥などの食害によるものが有力とされる[31]。
- スミノリ症 ‐ スミノリ病菌に感染したことによる症状[32][31]
- シログサレ症、疑似シログサレ症 ‐ Aquimarina spなどが原因菌[33]
- アカグサレ病（赤腐れ病[34]） ‐ アカグサレ菌（英語版）（Pythium porphyrae）により、赤く変色による品質低下、収量の低下が起きる[35]。
- 緑斑病（緑変症）[36]
- 壼状菌病[37]

### 対策
クエン酸、りんご酸、乳酸、酢酸等による酸処理剤は、アカグサレ病菌、雑藻、その他付着生物等の除去に用いられる。